# Робертс, Джон (актёр)
Джо́н Ро́бертс (англ. John Roberts; род. 10 ноября 1971, Бруклин, Нью-Йорк, США) — американский актёр, юморист и писатель. Озвучил роль Линды Бечлер, героини анимационного ситкома «Закусочная Боба».

## Биография
Родился в Бруклине 10 ноября 1971 года в семье американцев итальянского происхождения. Широкое признание получил, как актёр и автор шоу «Джеки и Дебра» на YouTube-канале, которое было удостоено Малой комедийной премии в Лондоне. У канала Робертса на YouTube было более 20 миллионов подписчиков. Он снимал для него видео с разными деятелями культуры, среди которых были певица Дебби Гарри и актёр Дэвид Кросс. В Нью-Йорке Робертс несколько раз в год выступал в пабе «У Джо». Им также подписан контракт с лейблом Frenchkiss Records.
Сам Робертс снялся в нескольких телевизионных шоу и фильмах. В 2009 году он появился в эпизоде телешоу «Поздно ночью с Джимми Фэллоном» на канале Эн-би-си. Вместе с Бобом Оденкерком также снялся в телешоу «Смотрите, что происходит в прямом эфире». С Оденкерком Робертс гастролировал в двух турах по США и появился в специальном выпуске телешоу Маргарет Чо.
Ещё большее признание Робертс получил, как актёр озвучивания анимационных фильмов. Его голосом говорят персонажи некоторых эпизодов анимационных ситкомов «Симпсоны», «Гравити Фолз», «Арчер», «Крутые». Самым известным персонажем, который озвучил Робертс, стала Линда Бечлер, героиня анимационного ситкома «Закусочная Боба». За эту работу в 2015 году актёр был выдвинут на праймтайм-премию Эмми в номинации «Лучший актёр озвучивания» и в 2017 году на премию Ассоциации онлайн-кино и телевидения (OFTA) в номинации «Лучший актёр озвучивания в анимационном фильме». В одном из своих интервью Робертс признался, что в работе над голосом персонажа ему помог голос его матери, послуживший основой.

### Личная жизнь
Джон Робертс — открытый гомосексуал; в настоящее время он холост и не состоит в отношениях.